# Alassio
Alassio is een gemeente in de Italiaanse provincie Savona (regio Ligurië) en telt 11.240 inwoners (31-12-2004). De oppervlakte bedraagt 17,3 km², de bevolkingsdichtheid is 620 inwoners per km².
De volgende frazioni maken deel uit van de gemeente: Moglio, Solva, Caso.
De plaats werd zwaar beschadigd in een aardbeving in 1887.

## Bezienswaardigheden
- parochiekerk van Sint Ambrosius
- het Palazzo Ferrero de Gubernatis Ventimiglia
- de Saraceense toren
- de Muretto, een muur met 550 door beroemdheden gesigneerde tegels

## Demografie
Alassio telt ongeveer 5719 huishoudens. Het aantal inwoners daalde in de periode 1991-2001 met 9,7% volgens cijfers uit de tienjaarlijkse volkstellingen van ISTAT.
| Jaar | Inwoneraantal |
| ---- | ------------- |
| 1991 | 11.574        |
| 2001 | 10.449        |

## Geografie
De gemeente ligt aan de riviera di Ponente (Golf van Genua), op ongeveer 6 m boven zeeniveau, en op circa 95 kilometer van Genua, de hoofdstad van de regio Ligurië.
Alassio grenst aan de volgende gemeenten: Albenga, Andora, Laigueglia, Villanova d'Albenga.

## Externe link

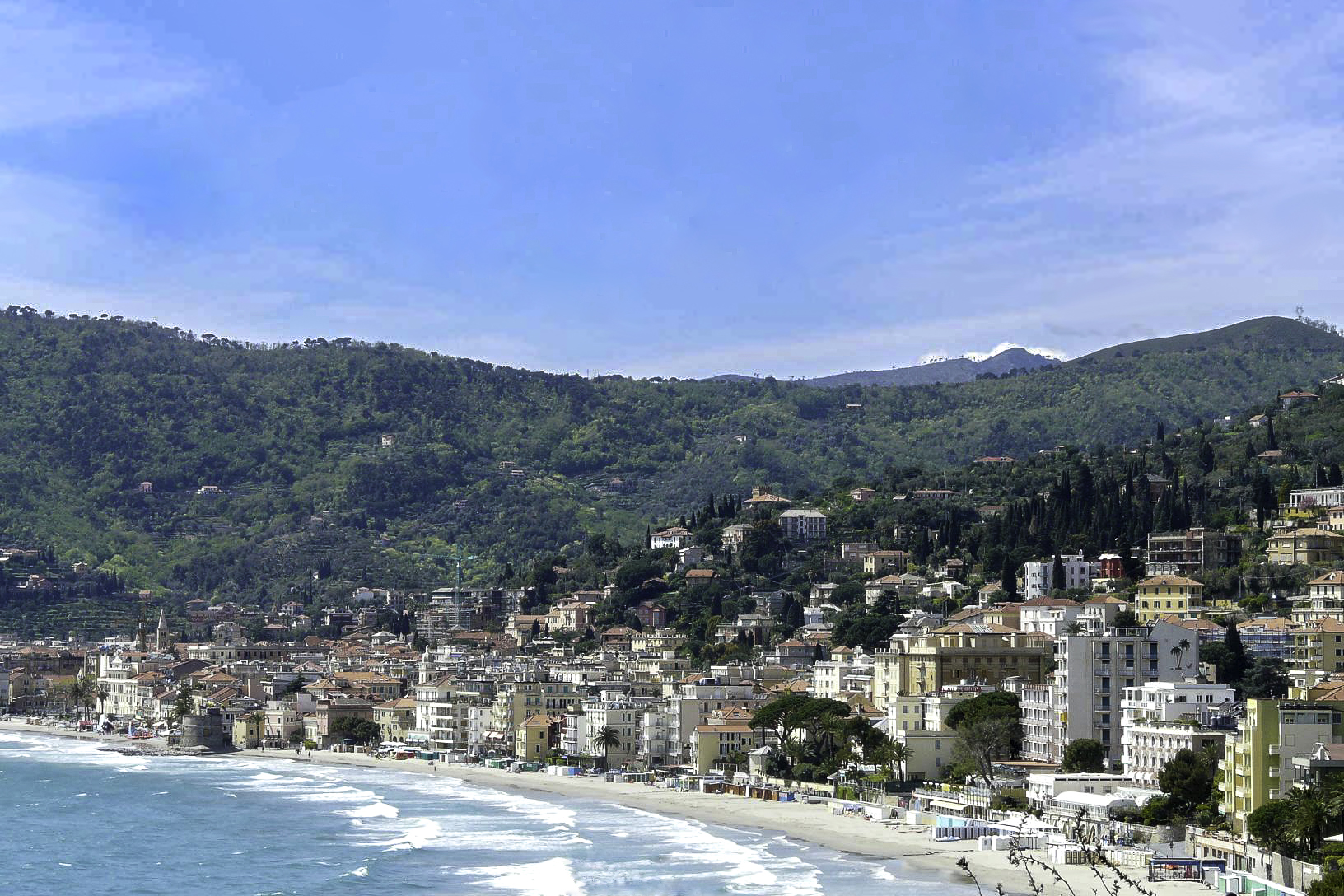
Alassio
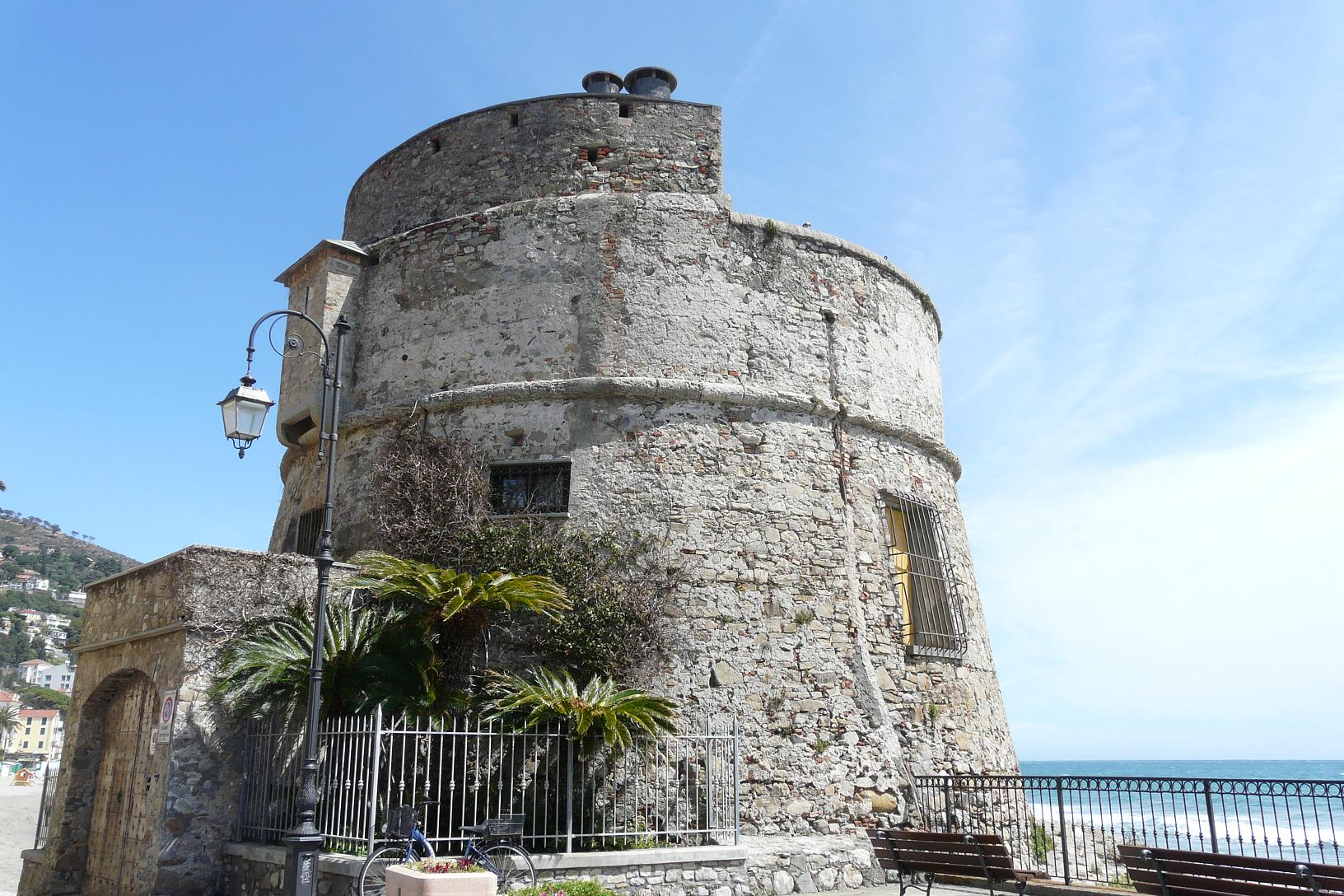
Saraceense toren
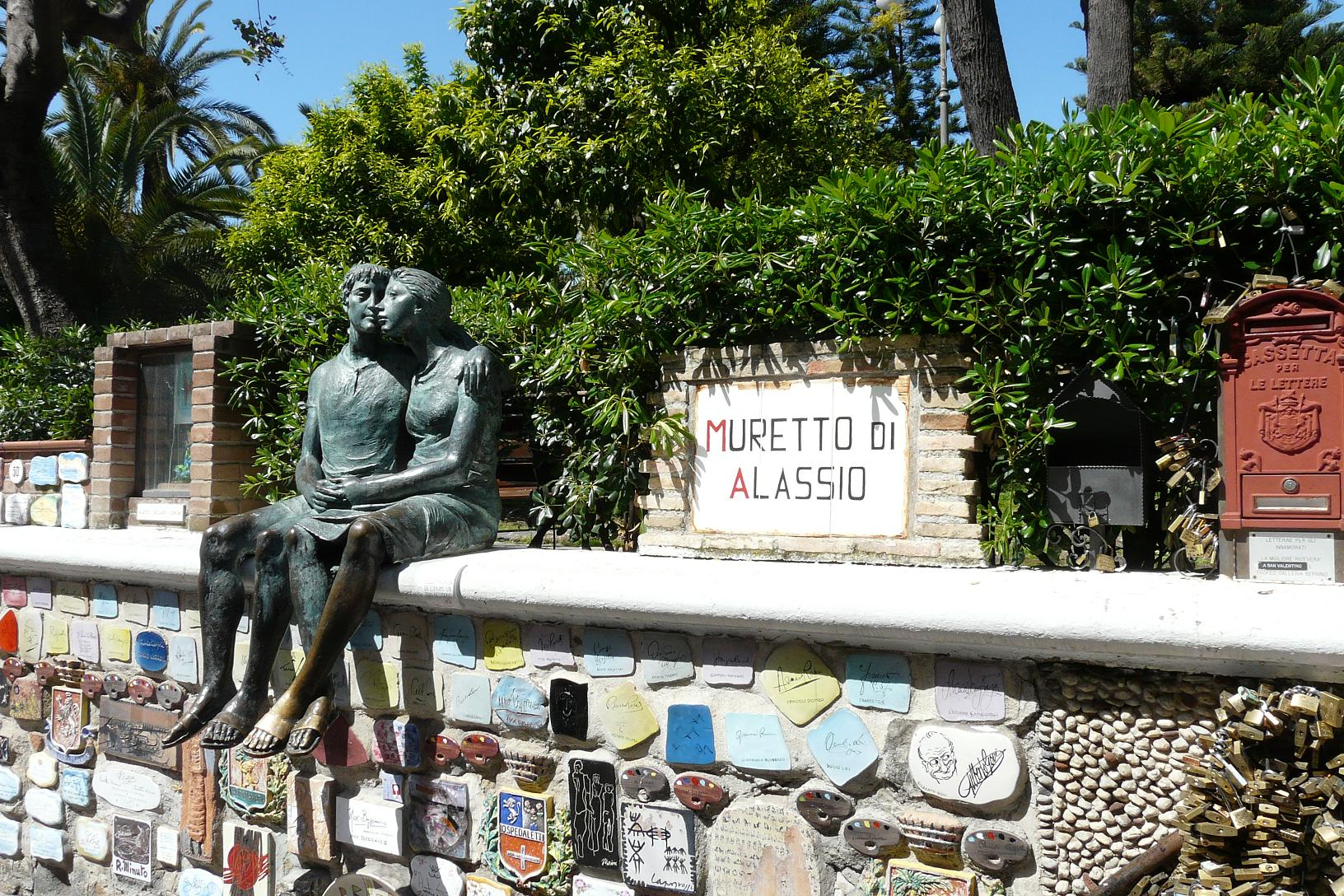
Muretto di Alassio
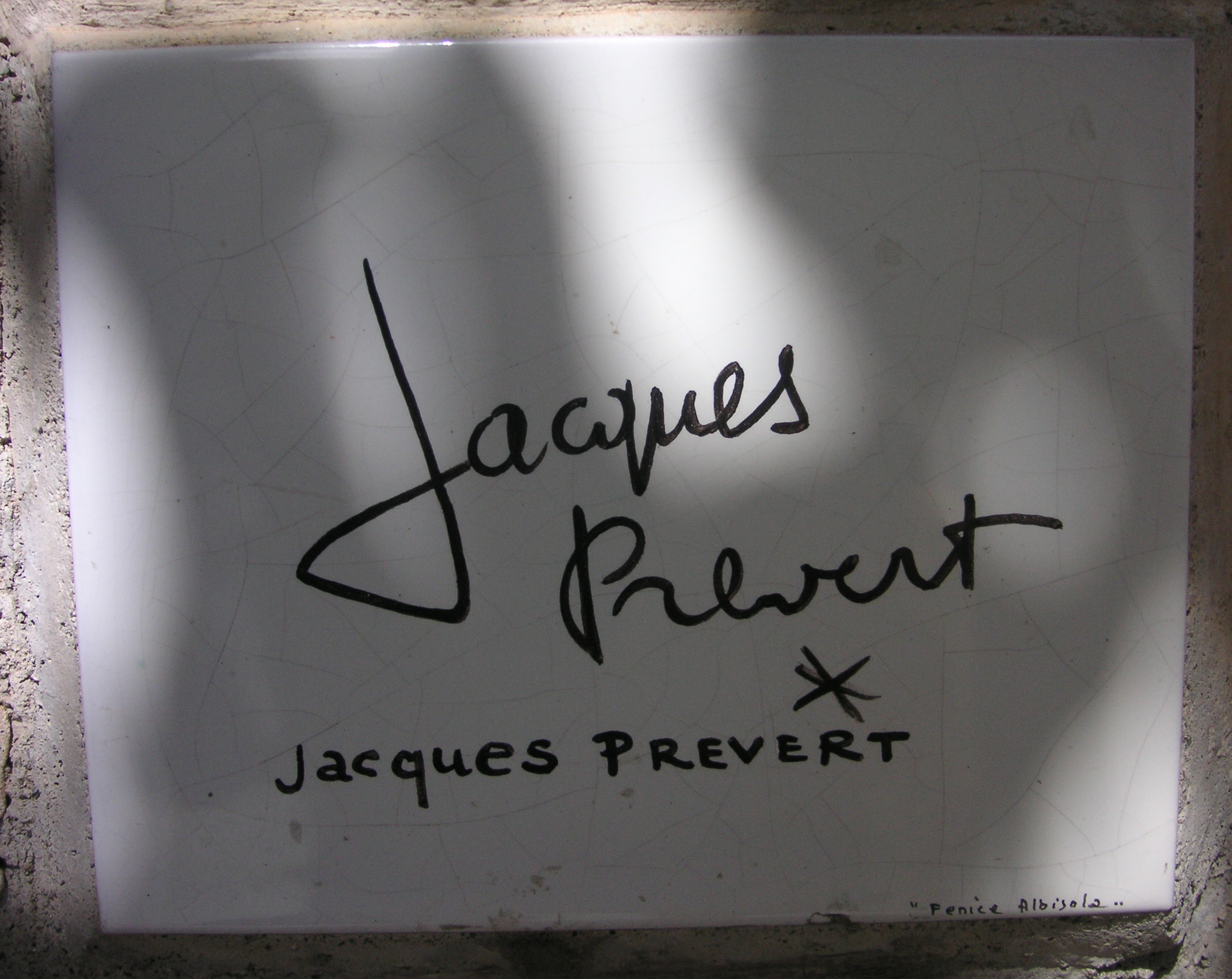
Muretto, handtekening van Jacques Prévert

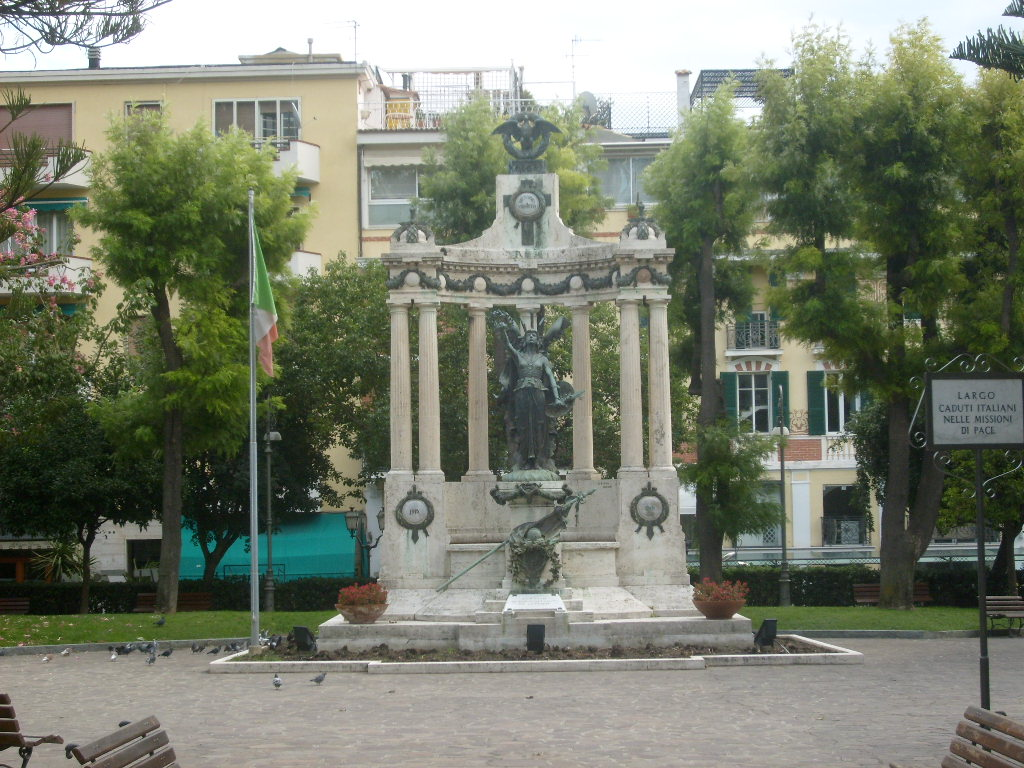
Monument in park van Alassio.
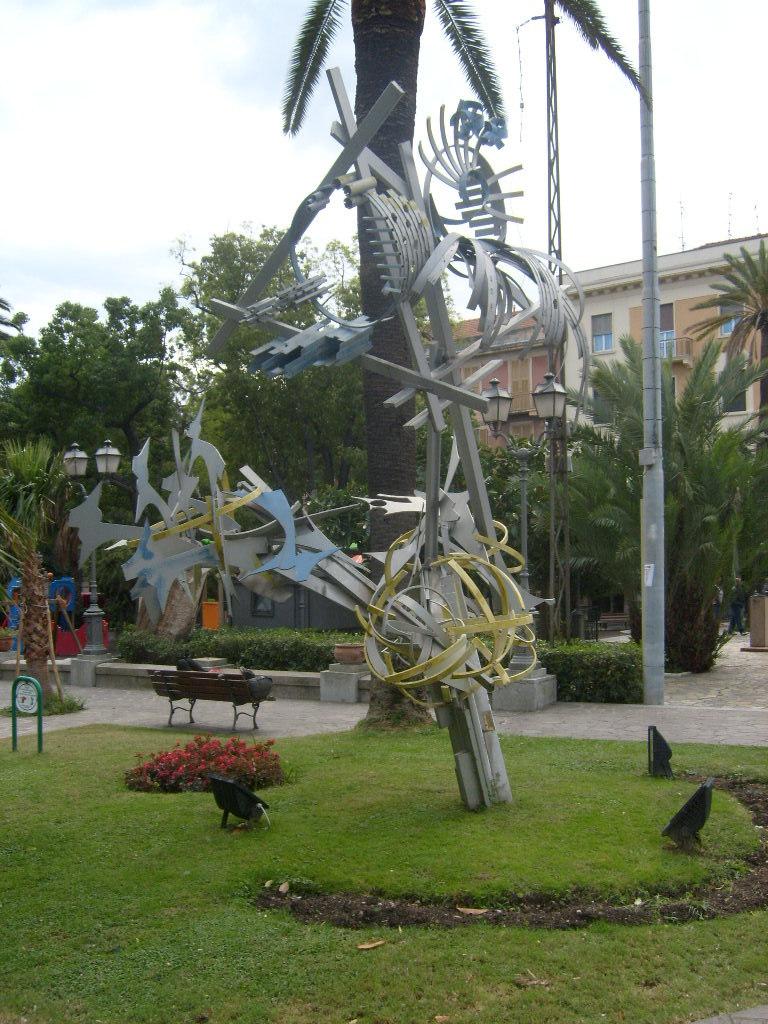
Monument in park van Alassio.
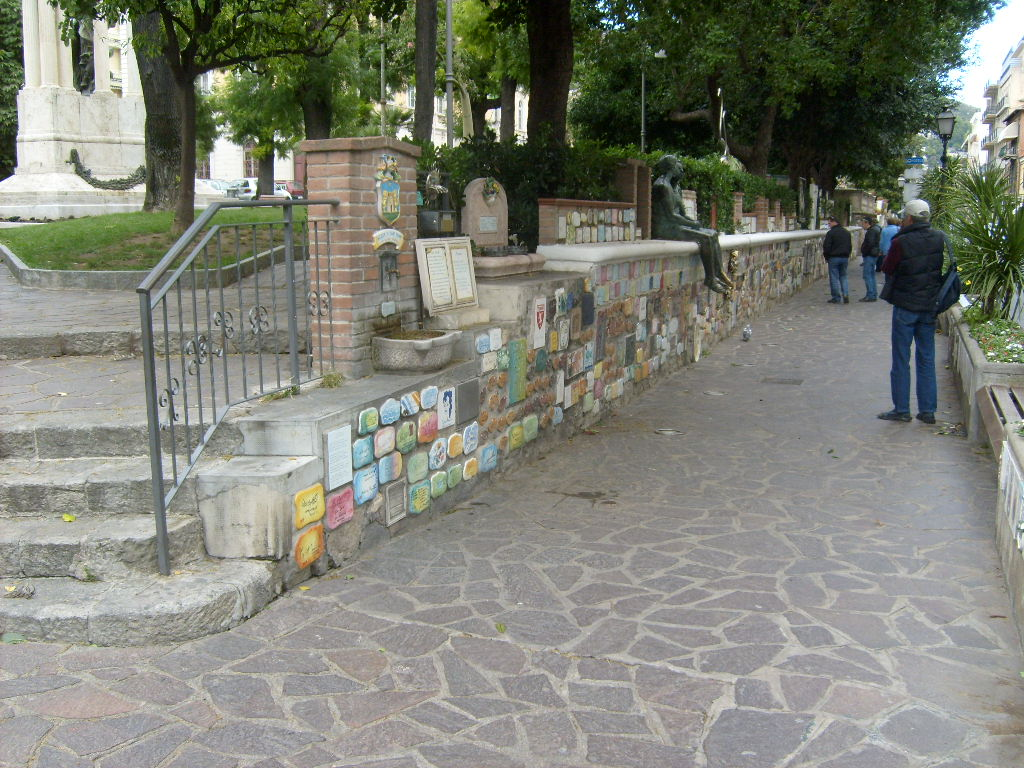
Muretto di Alassio.
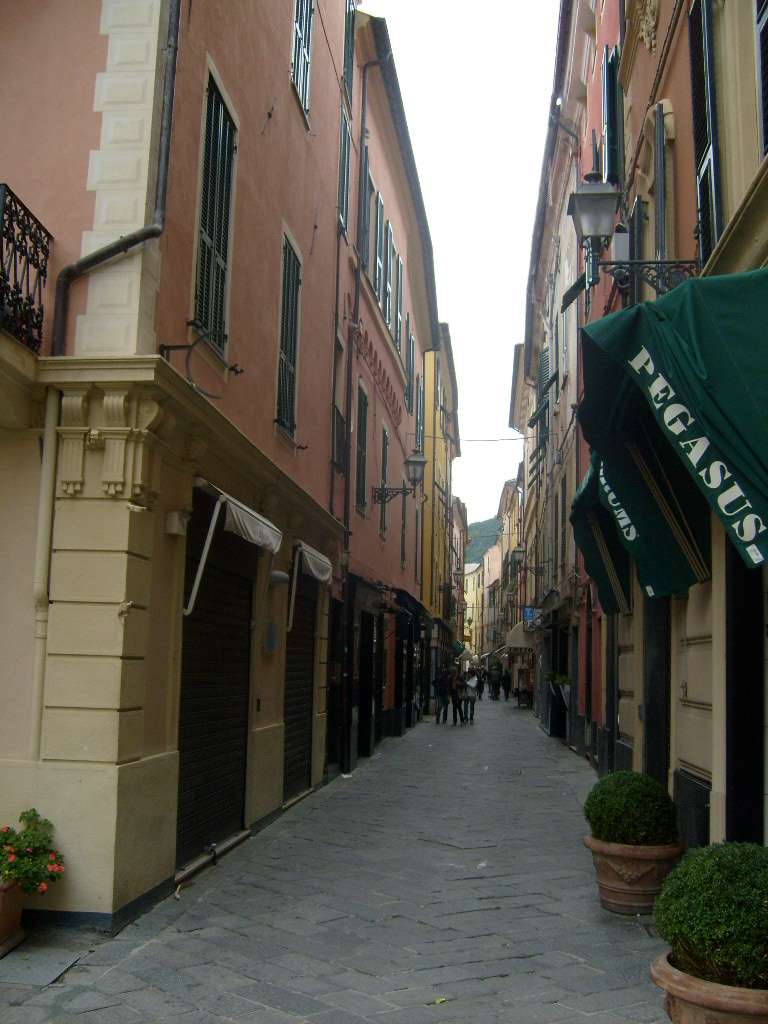
Straatje in Alassio.
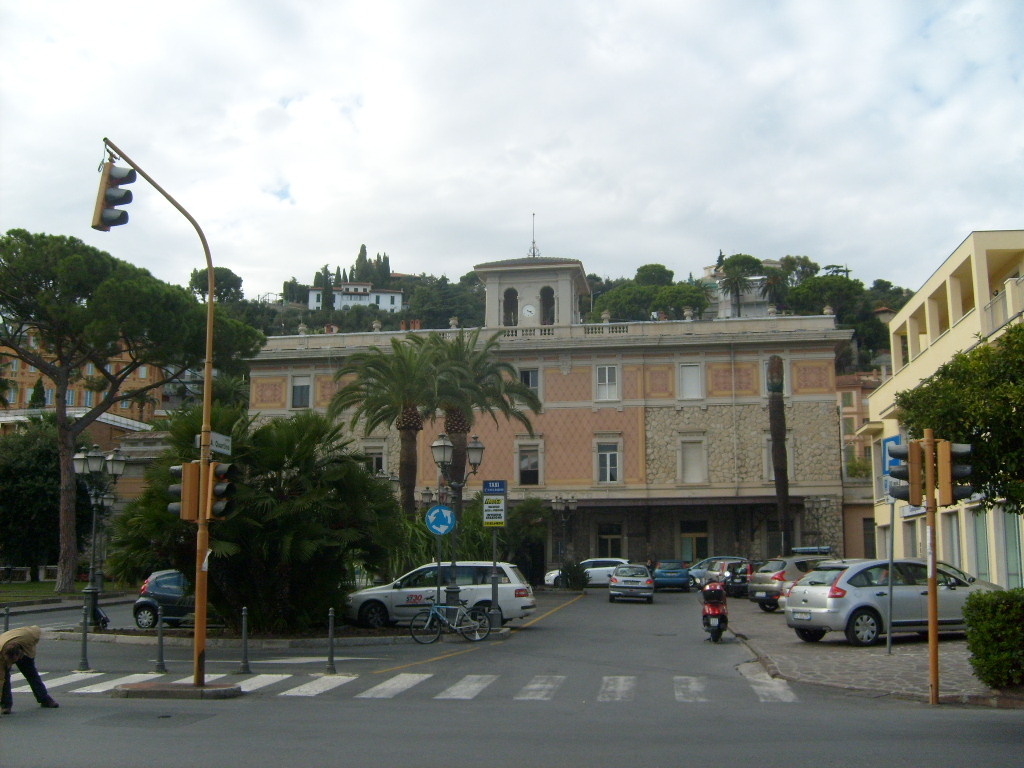
Treinstation van Alassio.
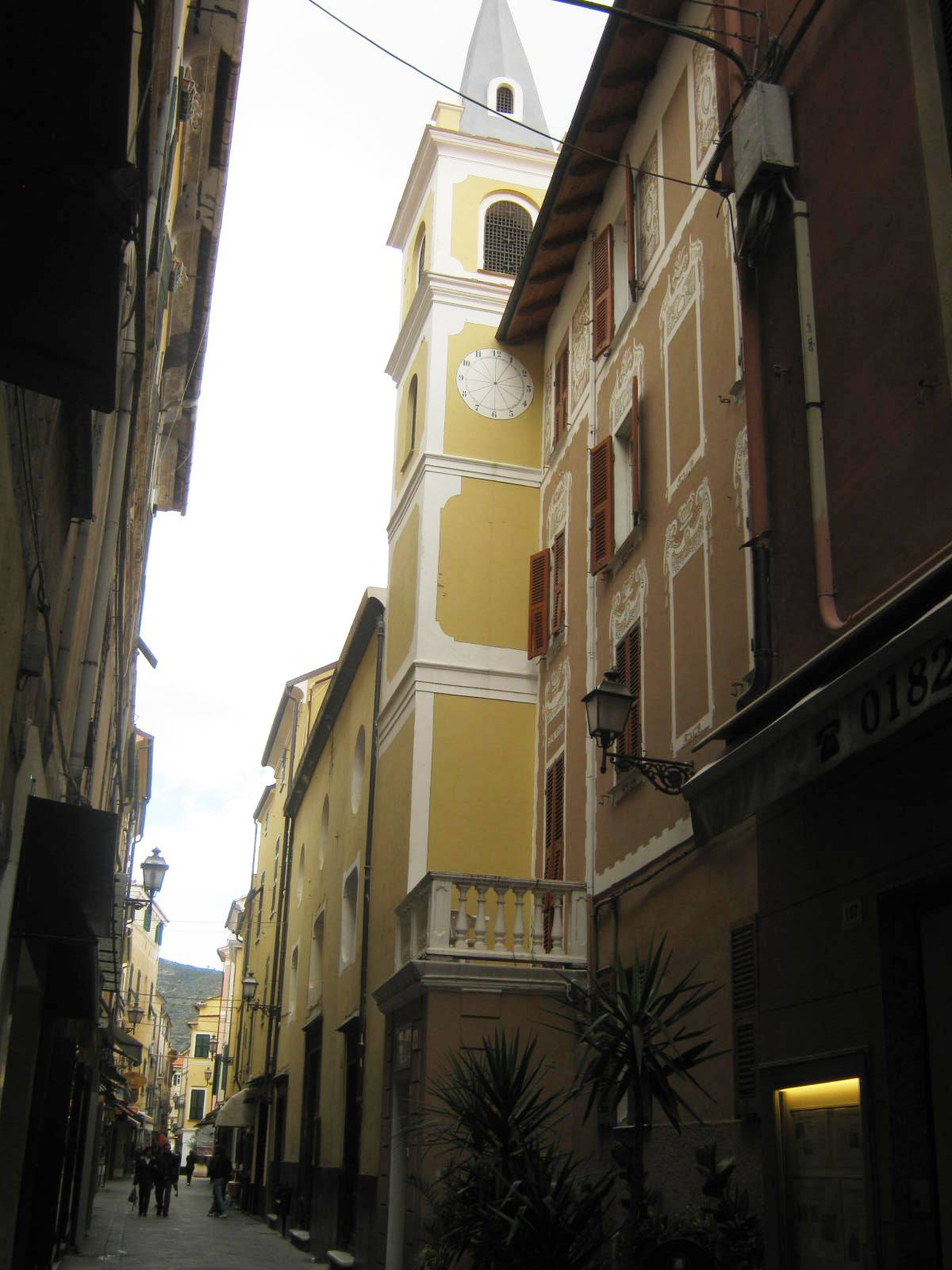
Chiessa della Carita
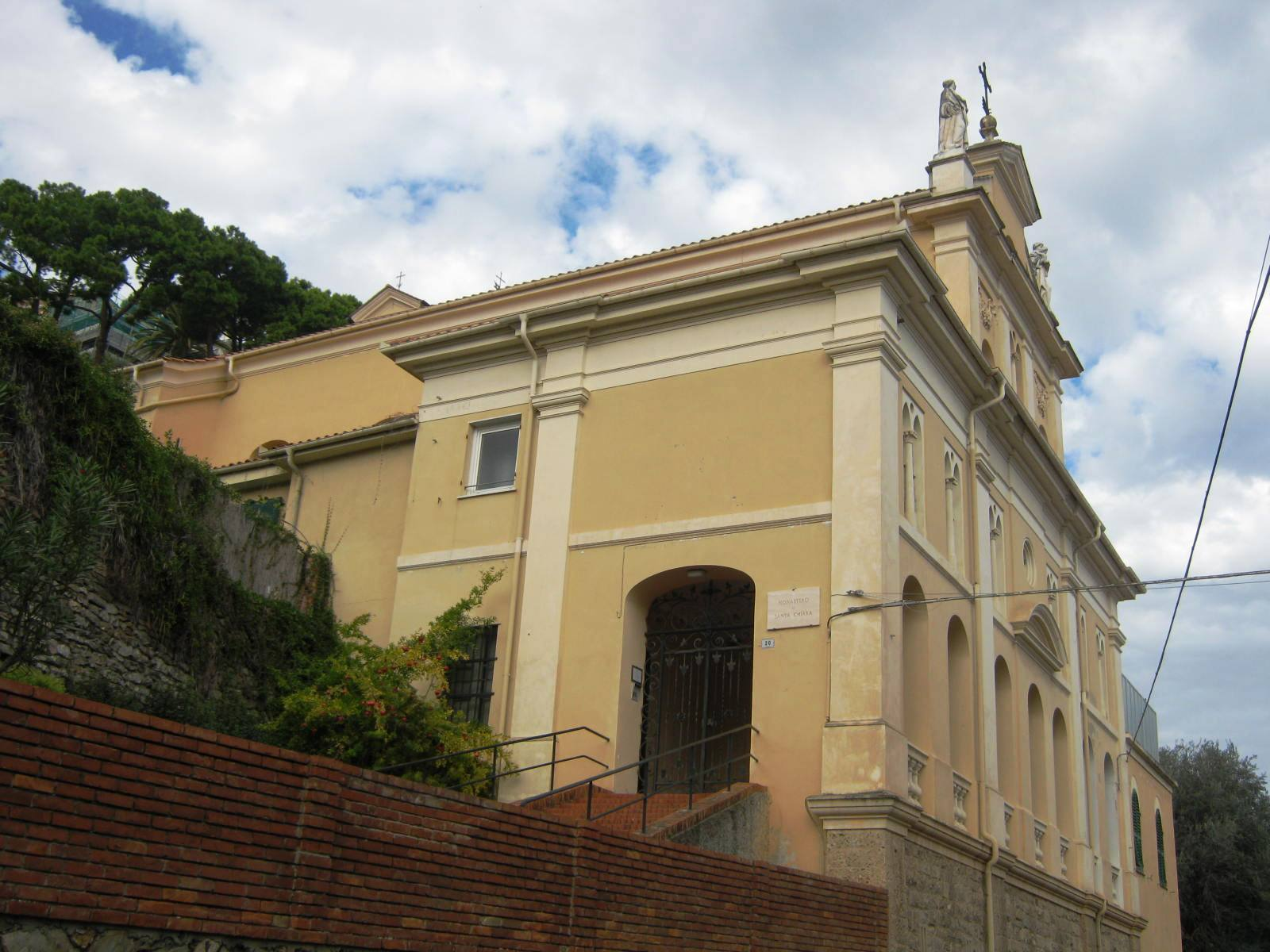
Monastero di Sant Chiara
Sant' Ambrogio (St.Ambrosius).
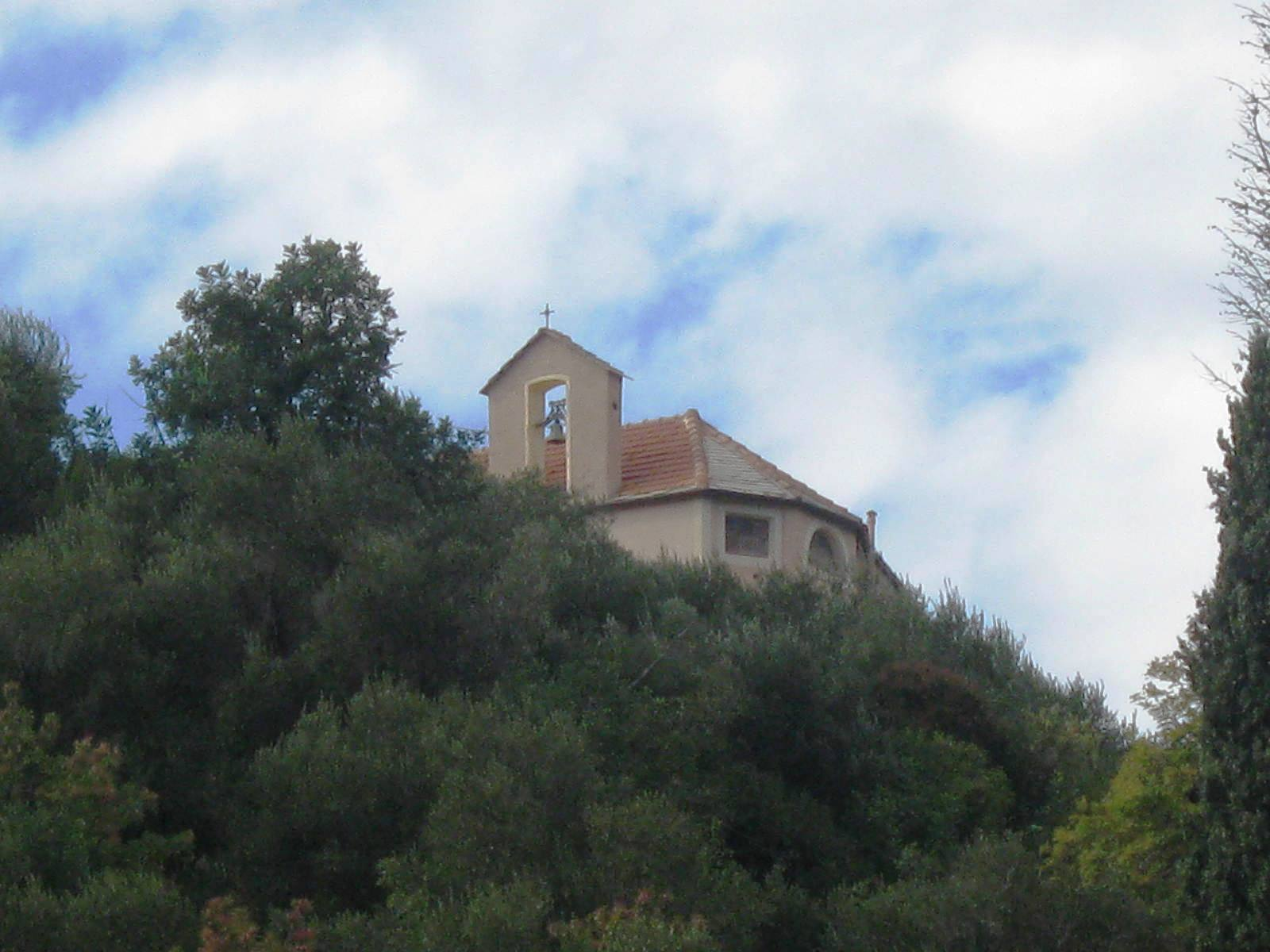
Santuario N.S.Madonna della Guardia
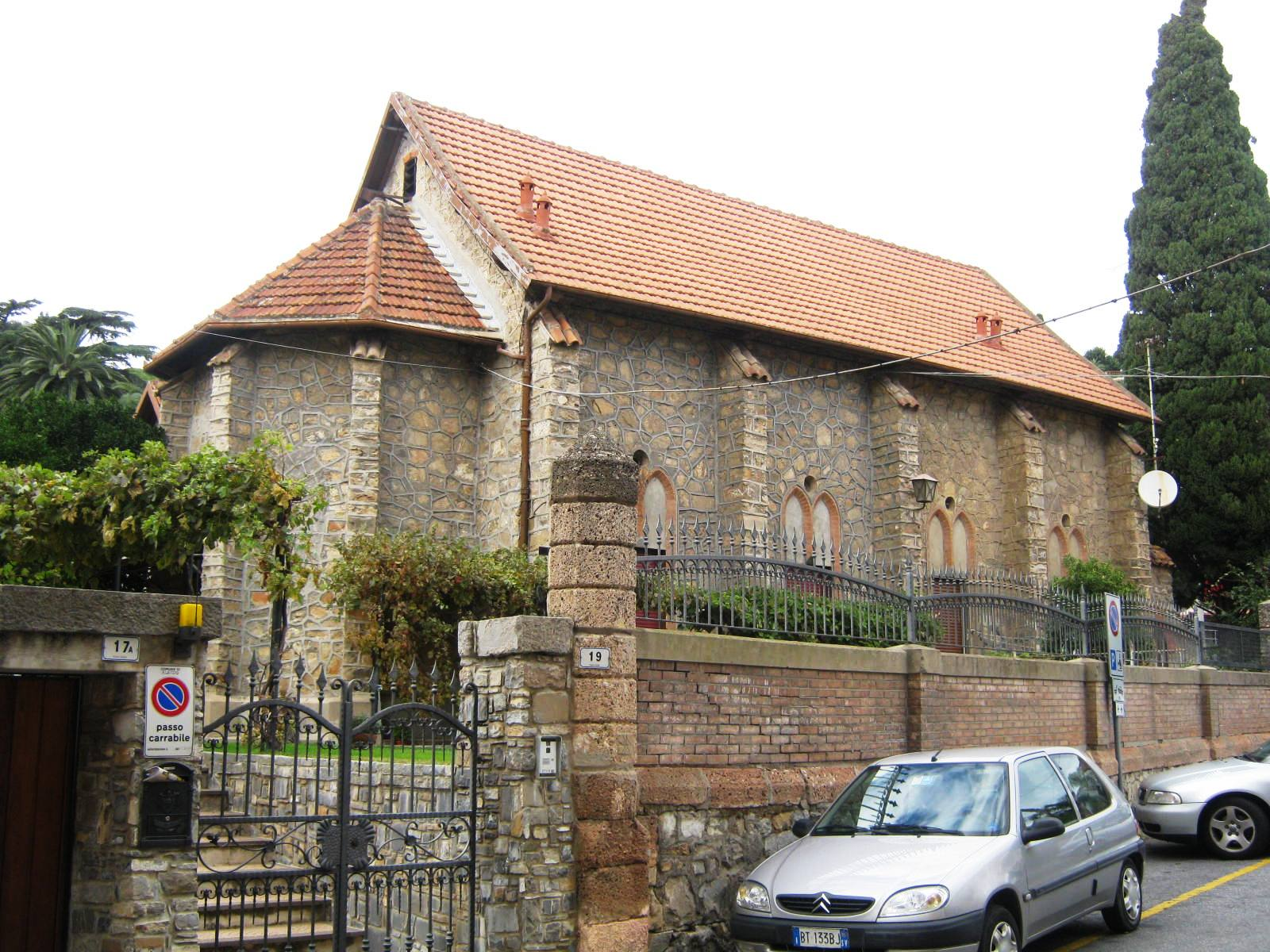
v.m.kerkje bij spoor en treinstation.
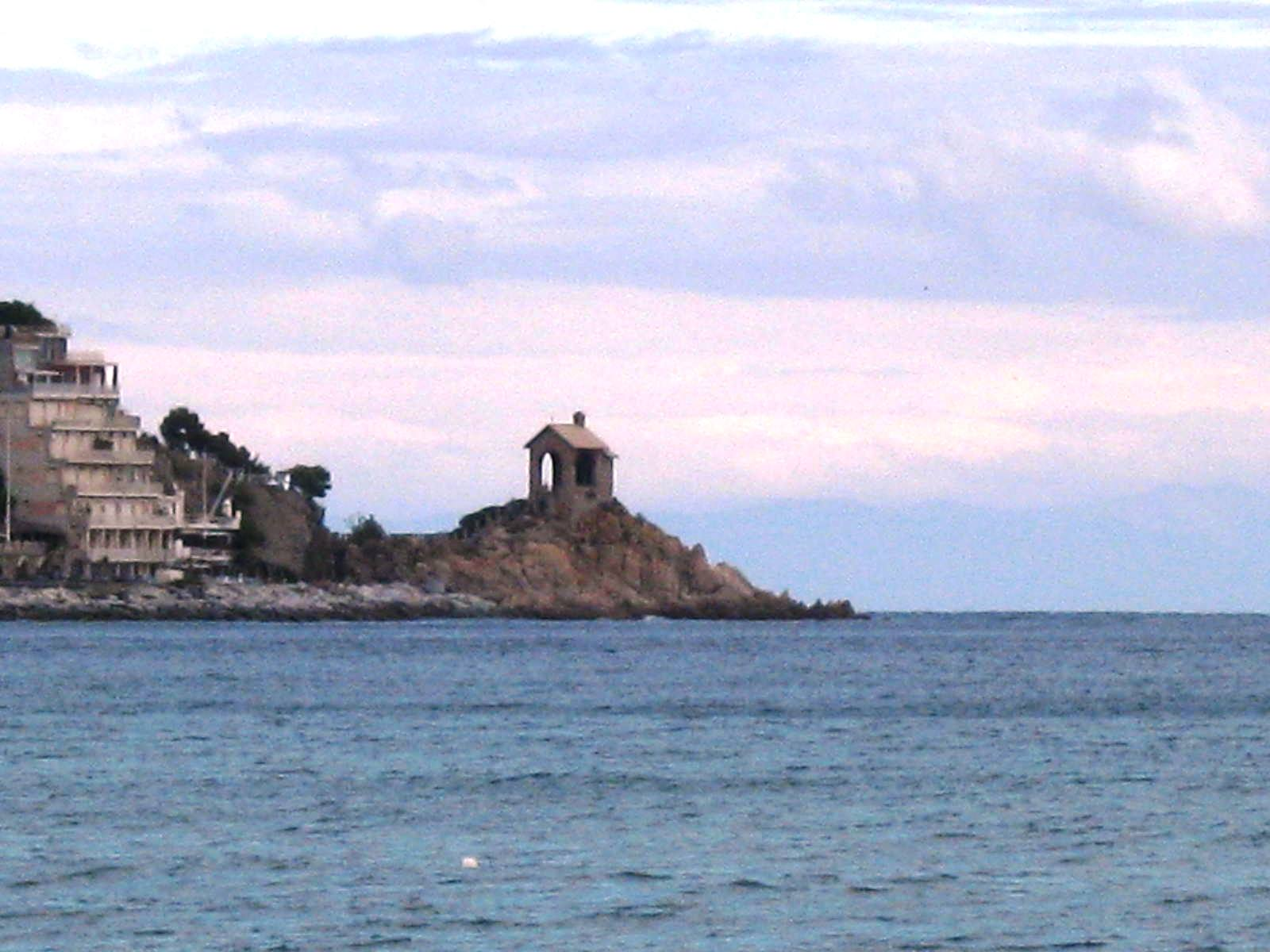
Pescatori cappella.